# Município de McDonald (condado de Hardin, Ohio)
O município de McDonald (em inglês: McDonald Township) é um município localizado no condado de Hardin no estado estadounidense de Ohio. No ano de 2010 tinha uma população de 862 habitantes e uma densidade populacional de 7,76 pessoas por km².

## Geografia
O município de McDonald encontra-se localizado nas coordenadas 40° 35′ 11″ N, 83° 46′ 05″ O. Segundo a Departamento do Censo dos Estados Unidos, o município tem uma superfície total de 111.15 km², da qual 111,13 km² correspondem a terra firme e (0,02 %) 0,02 km² é água.

## Demografia
Segundo o censo de 2010, tinha 862 pessoas residindo no município de McDonald. A densidade populacional era de 7,76 hab./km². Dos 862 habitantes, o município de McDonald estava composto pelo 98,61 % brancos, o 0,23 % eram afroamericanos, o 0,35 % eram amerindios, o 0,23 % eram de outras raças e o 0,58 % eram de uma mistura de raças. Do total da população o 0,23 % eram hispanos ou latinos de qualquer raça.